# 가디언즈 오브 갤럭시: Volume 3
《가디언즈 오브 갤럭시: Volume 3》(영어: Guardians of the Galaxy Vol. 3)는 2023년 개봉한 미국의 슈퍼히어로 영화이다. 마블 코믹스에 등장하는 가디언즈 오브 더 갤럭시를 원작으로 두었으며, 가디언즈 오브 갤럭시(2014)와 가디언즈 오브 갤럭시 VOL. 2(2017)의 후속작이자 마블 시네마틱 유니버스의 32번째 영화로 개봉되었다.
2014년 11월, 제임스 건은 이 영화를 기획하고 있다고 밝혔고, 2017년 4월 집필을 시작했다. 그러나 월트 디즈니 컴퍼니는 제임스 건의 트위터 논란으로 2018년 7월 감독직에서 해고했지만, 디즈니는 제임스 건의 더 수어사이드 스쿼드(2021)과 피스메이커(2022)의 촬영을 확인하고 다시 감독직에 복귀시켰다. 제임스 건의 복귀 이후 촬영은 2021년 11월부터 조지아주 애틀랜타와 영국 런던에서 2022년 4월까지 진행되었다.

## 줄거리
가모라를 잃고 슬픔에 빠져 있던 피터 퀼. 한편 가디언즈 오브 갤럭시에 앙심을 품던 아이샤는 아담 워록을 노웨어로 보낸다. 곧 쑥대밭이 되어버린 노웨어. 우여곡절 끝에 아담은 물러갔으나 로켓이 중태에 빠졌다! 의료 팩을 쓰려니 로켓 심장에 자폭장치가 있다는 걸 알아챈다. 그에게 남은 시간은 단 48시간, 피터는 라바저스가 된 가모라와 결탁해 로켓을 구할 방법을 찾는다.

## 출연

### 주연
- 크리스 프랫 - 피터 퀼 / 스타로드 역
- 조이 살다나 - 가모라 역
- 데이브 바티스타 - 드랙스 역
- 캐런 길런 - 네뷸러 역
- 폼 클레멘티에프 - 맨티스 역
- 빈 디젤 - 그루트 목소리 역
- 브래들리 쿠퍼 - 로켓 라쿤 목소리 역

### 조연
- 윌 폴터 - 애덤 워록 역
- 엘리자베스 데비키 - 아이샤 역
- 실베스터 스탤론 - 스카타 오고드 역
- 숀 건 - 크래글린 역
- 마리야 바칼로바 - 코스모 목소리 역
- 추쿠디 이우지 - 하이 에볼루셔너리 역

## 반응

### 박스오피스
2023년 5월 17일 기준으로 《가디언즈 오브 갤럭시: Volume 3》는 미국과 캐나다에서 2억 3,080만 달러, 기타 지역에서 3억 1,620만 달러의 총 수익을 올려 전 세계적으로 총 5억 4,710만 달러를 기록했다.
미국과 캐나다를 제외하고, 이 영화는 개봉 첫 주에 1억 6,810만 달러의 수익을 올렸다. 두 번째 주말에, 이 영화는 개봉 첫 주보다 40% 감소한 9천 2백만 달러의 수익을 올렸다. 가장 많은 수익을 올린 지역은 중국 (5,840만 달러), 영국 (2,960만 달러), 멕시코 (2,480만 달러), 대한민국 (2,210만 달러), 프랑스 (1,830만 달러)였다.